# Kiraztarla, Çilimli
Kiraztarla là một xã thuộc huyện Çilimli, tỉnh Düzce, Thổ Nhĩ Kỳ. Dân số thời điểm năm 2010 là 276 người.